# Cypřišek hrachonosný
Cypřišek hrachonosný (Chamaecyparis pisifera) je pomalu rostoucí jehličnatý strom původem z Japonska, kde roste na ostrovech Honšú a Kjúšú. Vyskytuje se v místech s bohatými dešťovými srážkami v nadmořské výšce od 300 do 2500 metrů a dožívá se vysokého věku, jsou známi jedinci starší 500 let.

## Výskyt
Do Evropy se dostal okolo roku 1860 a byl prvně vysázen na území Velké Británie. Do Čech byl přivezen roku 1865 na zámek Hluboká. Jako ozdobný strom je pěstován v mnoha dalších zemních.

## Ekologie
Druh může růst na plném slunci i v polostínu a je tolerantní k městskému ovzduší. Vyhovuje mu nejlépe výživná písčitohlinitá a dostatečně vlhká půda a prospívá mu vysoká vzdušná vlhkost. Vůči mrazu je odolný, pouze ve vyšších polohách bývá silným mrazem poškozován. Netrpí významnějšími chorobami a nebývá napadán škůdci, pouze v mládí trpí okusem zvěře.

## Popis

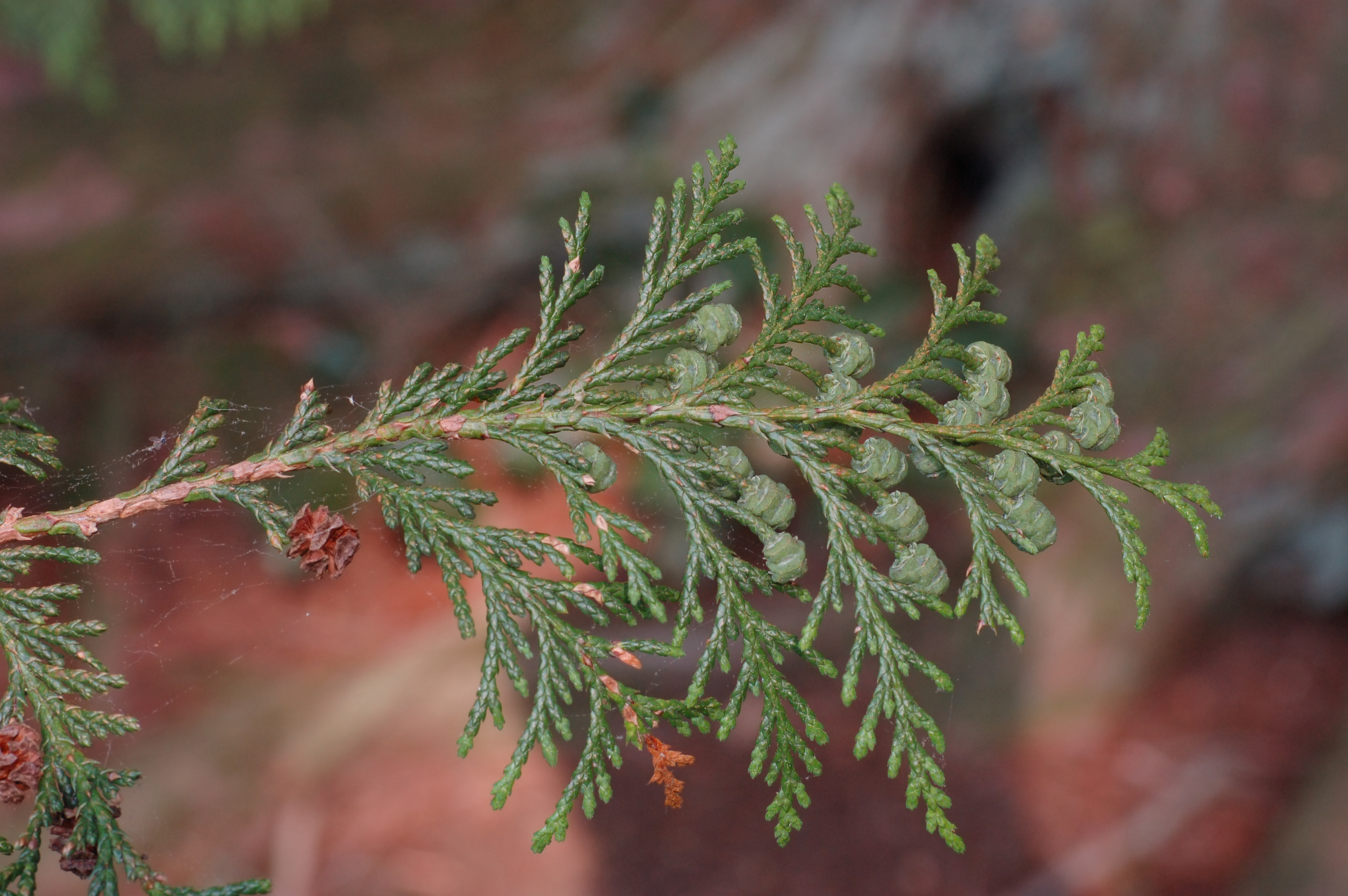
Větvička s šiškami

Sálezelený jehličnatý strom dorůstající do výšky okolo 40 m. Má poměrně řídkou, kuželovitou, tmavě zelenou korunu s větvemi vodorovně odstávajícími a s nicím vrcholem. Z dobře ukotveného, svazčitého kořenového systému vyrůstá pravidelně sbíhavý kmen o průměru až 2 m. Jeho kůra je červenohnědá a odlupuje se v dlouhých pruzích, dřevo má lehké, celkem pevné a žluté barvy. Větvičky o šířce asi 2 mm jsou ploché, z horní strany bývají tmavě zelené a ze spodní světlejší se zřetelnou bělavou kresbou; mladé výhonky jsou po rozemnutí aromatické po pryskyřici. Asimilační orgány jsou podlouhle vejčité a výrazně zploštělé, ve čtyřech řadách rostoucí šupinovité lístky, které jsou k větvičce těsně přitlačené a jen jejich ostré konce odstávají.
Stromy kvetou v dubnu, samičí šištice jsou v mládí modrozelené, později hnědozelené a ve zralosti hnědé, samčí jsou vždy hnědé. Šišky jsou drobné, téměř kulaté a mají v průměru asi 6 mm a připomínají semena hrachu, odtud druhové jméno „hrachonosný“. Šišky jsou tvořené asi 10 šupinami za kterými bývá po jednom až dvou světlehnědých, obvejčitých, zploštělých, asi 2 mm dlouhých semenech mající široká blanitá křidélka. Semena dozrávají již prvým rokem, jejich klíčivost je téměř 50 %. Druh lze také dobře množit vegetativně z řízků odebíraných na jaře.

## Význam
V Japonsku patří cypřišek hrachonosný mezi pět posvátných stromů. Jeho dřevo je odolné proti houbám a hmyzím škůdcům, odolává vlhku i hnilobě. Používá se na stavbu domů, chrámů, k výrobě nábytku, díží, sudů i pro stavbu lodí a vodních staveb. Zhotovuje se z něj také tradiční kuchyňské nádobí pro přípravu rýže nebo suši.
V Evropě není téměř nikde vysazován jako hospodářská dřevina v lesních porostech, roste podstatně pomaleji než smrk. Praktické využití druhu je zejména v sadovnické dendrologii, kde lze využít velkého množství různobarevných a vzhledově proměnlivých kultivarů. Jeho dekorativní funkce výrazně převyšuje (mimo území Japonska) lesnický význam.
Při inventarizaci české přírody v roce 2006 bylo nalezeno jen 76 vzrostlých exemplářů, převážně v botanických zahradách, arboretech a parcích. Původní druh se pěstuje jen ojediněle, převládají nově vyšlechtěné kultivary různě zbarvené a dorůstající do malých výšek.

## Galerie

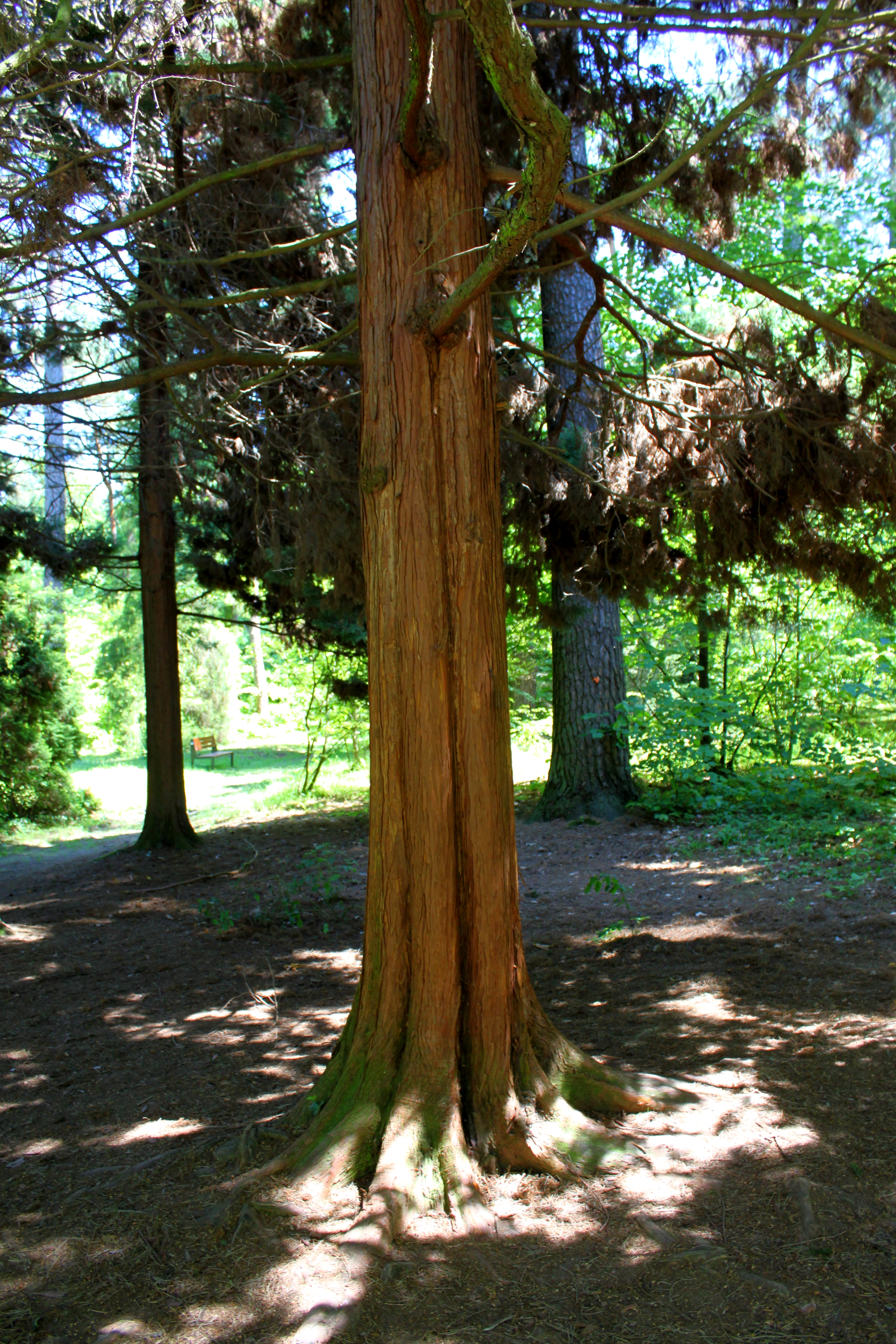
Kmen cypřišku hrachonosného
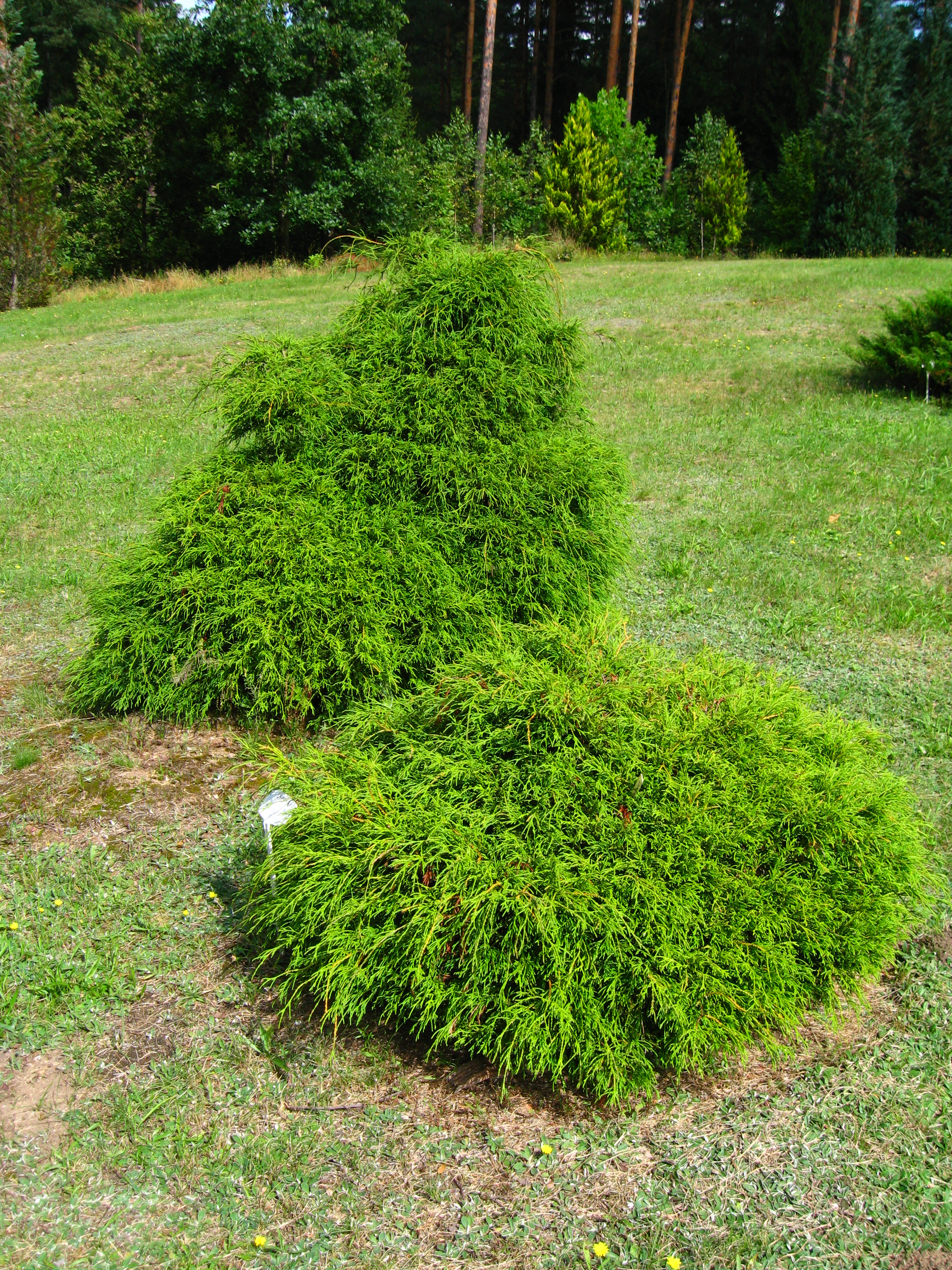
Kultivar 'Filifera Nana'
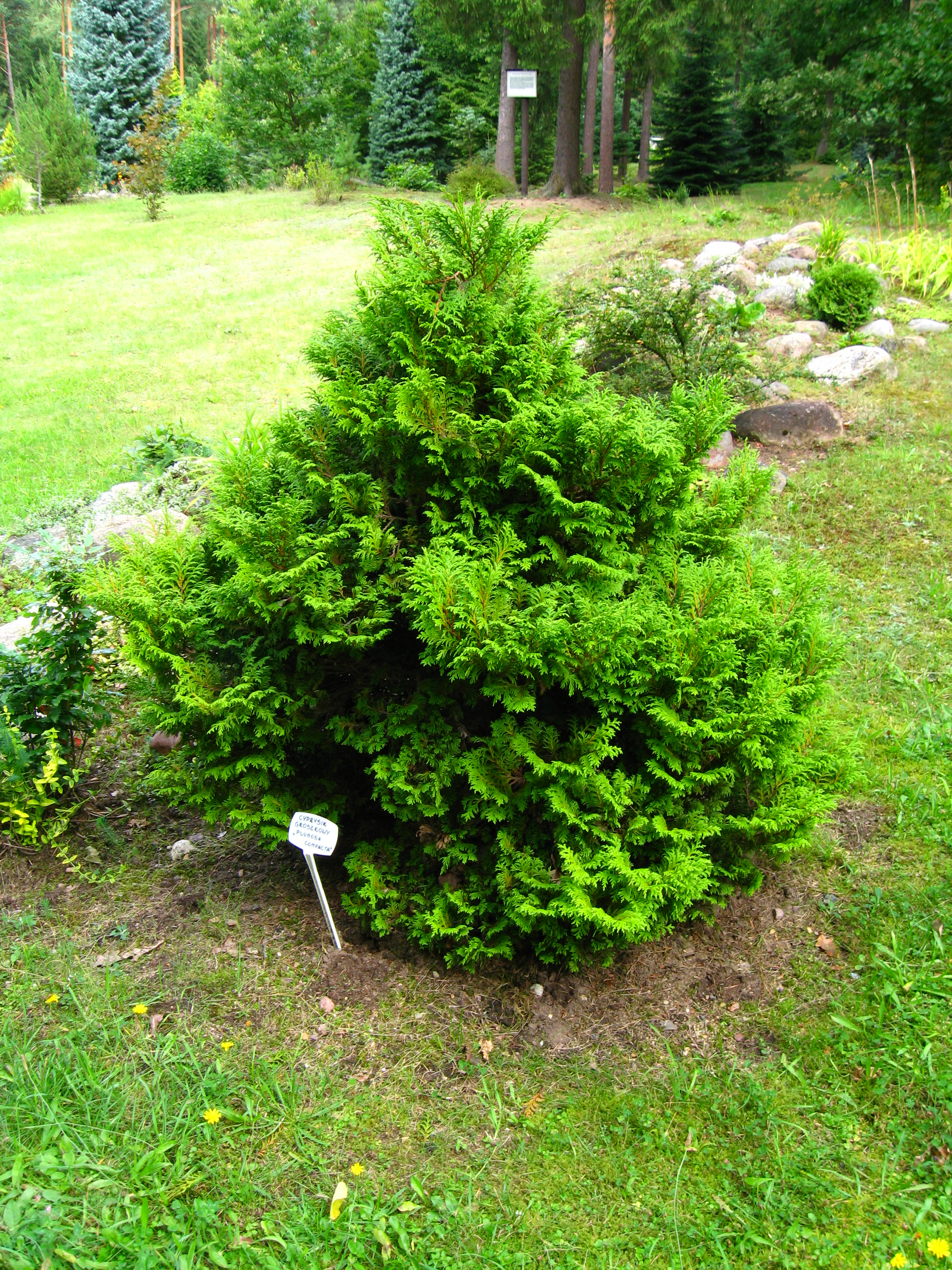
Kultivar 'Plumosa Aurea Compacta'
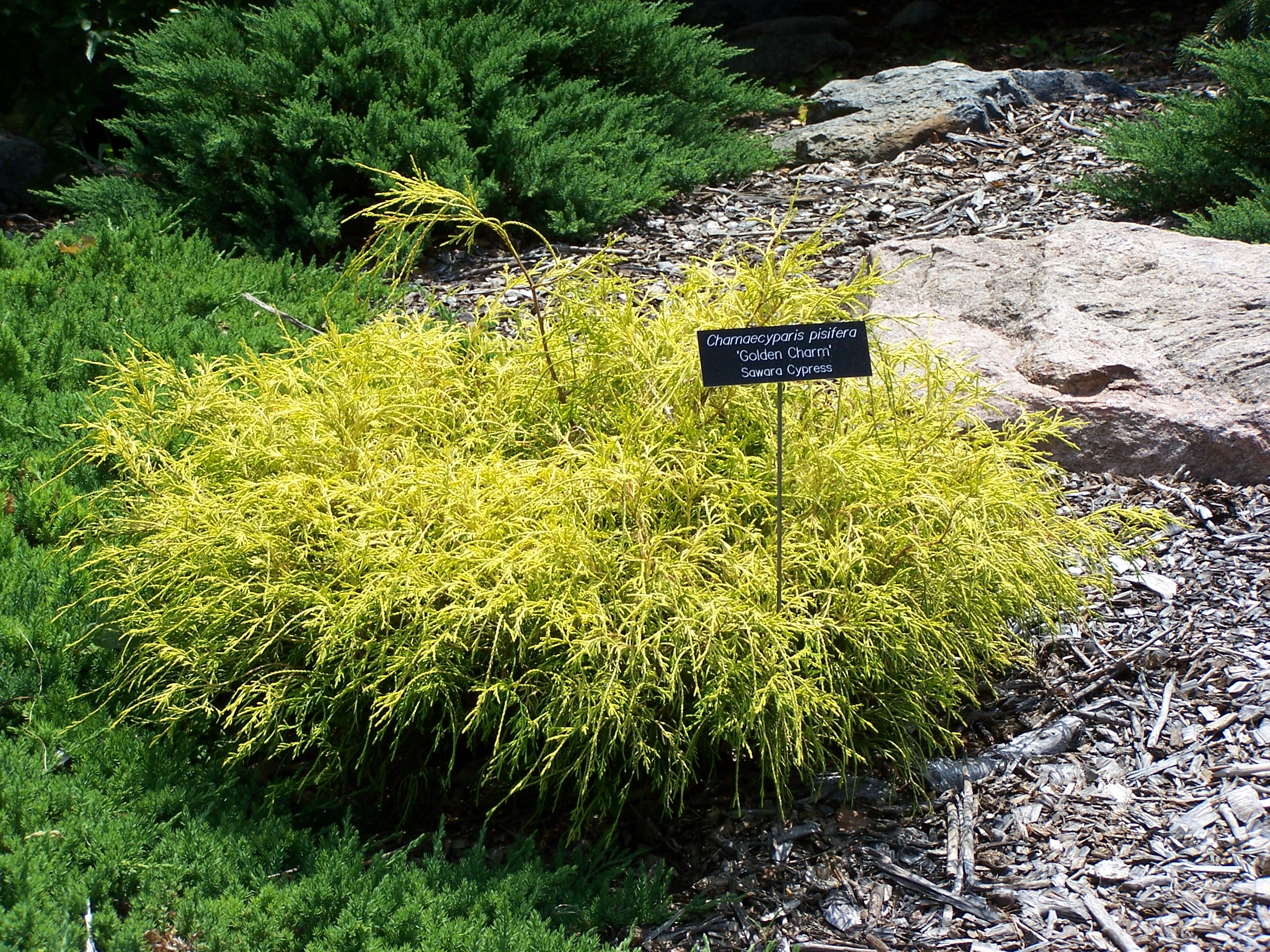
Kultivar 'Golden Charm'